# 南非鐵路38-000型雙動力源機車
南非鐵路38-000型雙動力源機車是在1992年至1994年之間開始啟用的電力、柴電雙動力模式機車。迄今仍然是南非國鐵貨運（Transnet Freight Rail）使用的唯一双动力电动柴油机车，使用3000伏特的直流電，也可以僅用柴油行駛。 

## 簡介
本型車由西门子領導的合作計畫，为Spoornet公司设计，並由聯邦鐵路客貨車公司 (UCW) 在川斯瓦省奈傑爾（Nigel） 製造。  
從1992年至1994年之間，有50辆机车投入使用，编号从38-001到38-050； UCW並沒有未製造給Spoornet的机车另外賦予出廠編號，而是直接採用Spoornet的編號。
纯柴油模式使用出力780千瓦特（1,050匹馬力）的卡特彼勒DITA 3508型柴油引擎提供动力，使得本型車能夠行駛於未電氣化的工廠側線，牽引貨運列車或進行調車。  使用柴油動力時，起動與連續輸出分為1050與800匹馬力。使用電力時，連續輸出為2000匹馬力。

## 運用
設計上是多用途機車，用以取代威特沃特斯兰德 (Witwatersrand) 上的蒸汽机车，但也可以用於長途幹線列車。多数机车最初配屬於豪登省的傑米斯頓 、Pyramid South和克魯格斯多普，但有一辆配屬於自由州的布隆方丹。雖然本來是針對調車與貨運設計，本型車在所賦予的工作都能勝任愉快。  

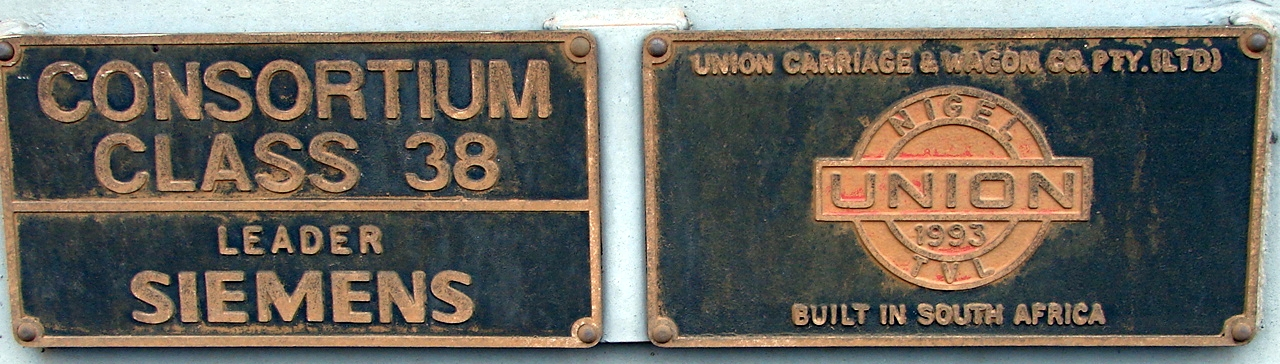
38-040號車的製造銘牌。

營運后牽引约翰内斯堡和开普敦之间的“Witblitz”快速貨櫃列車。在西博福特和金伯利之間，使用25000伏特交流電的區間，由本型車牽引的列車可以直接使用柴油動力（雖然出力較小）通過，不用更換機車，因而節省了行駛時間。  
雖然38-000型機車的最高時速通常限制在100公里，但“Witblitz”在某些路段是以每小時120公里的速度行駛的。雖然“Witblitz”特快列车早已停駛，但直到2005年，波切夫斯特魯姆和伍斯特之間的區間仍殘存一些標示120 km/h的限速標。
38-000型機車也是5558和5559号列车的主要牽引機；這兩班車是德班貨物站與约翰内斯堡狄普市（City Deep）之間的高速貨櫃夜車；這些列車相當於纳塔尔走廊 (Natal Corridor ，NATCOR）的“Witblits”列车。以前以10E級電力機車牽引這些長達五十輛貨車編組的列車，但無法達到預定的140公里時速。 
1998年，38-011至38-050号机车和多台电力机车出售给Maquarie-GETX（通用电气金融公司），再回租给Spoornet，为期十年，于2008年到期。 
到2012年，38-000型機車仍經常以以全負荷牽引幹線列車。 

## E38型机车
在为Spoornet生产38-000型機車的同時，UCW 还为Amcoal Mines建造了三辆E38型电力机车，供位於姆普马兰加省威特班克的蘭道煤礦使用。 E38型電力机车的外观和尺寸都與38-000型機車一樣，但僅能使用3000伏特的直流電。 

## 相片輯

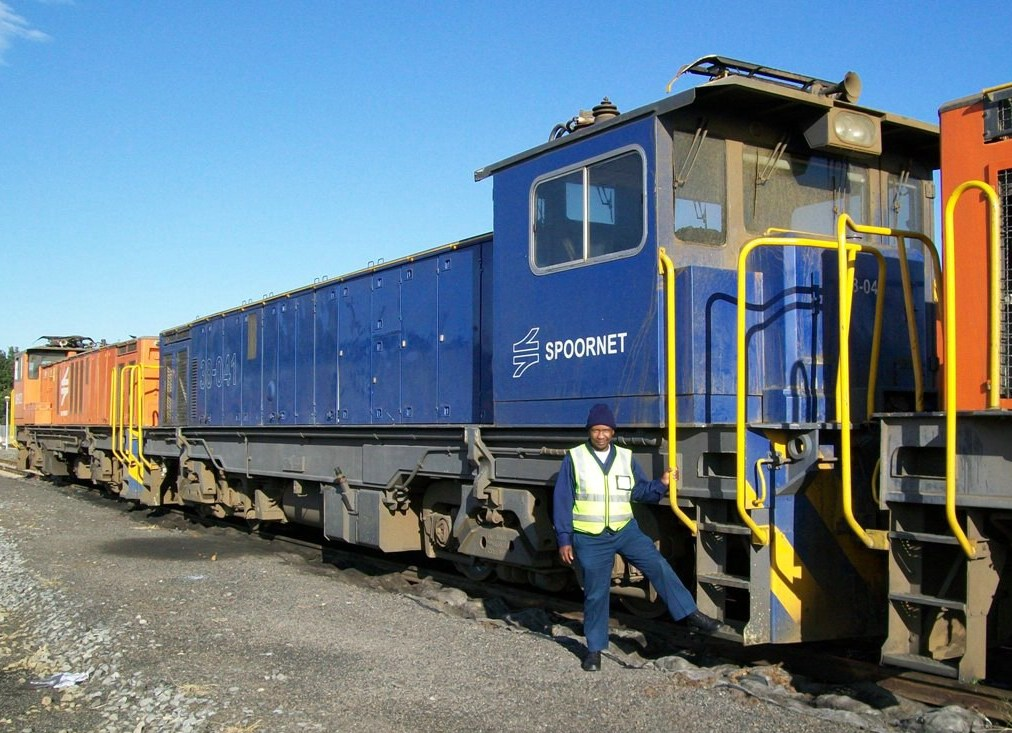
38-041號車，採Spoornet 蓝色塗裝，2009年5月10日。
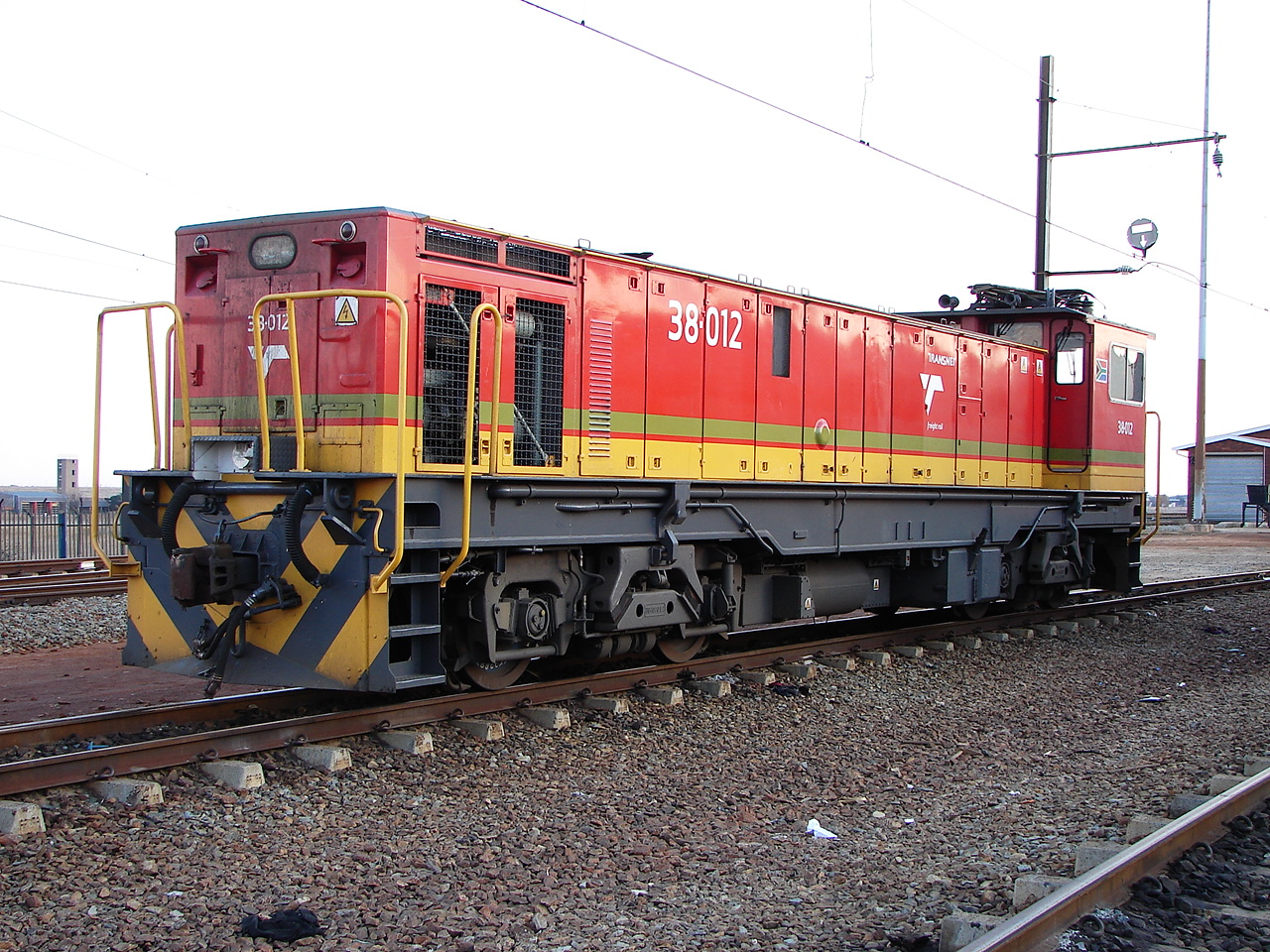
38-012號車，採Transnet Freight Rail 涂装，2013年5 月18日。